# Elżbieta Zahorska

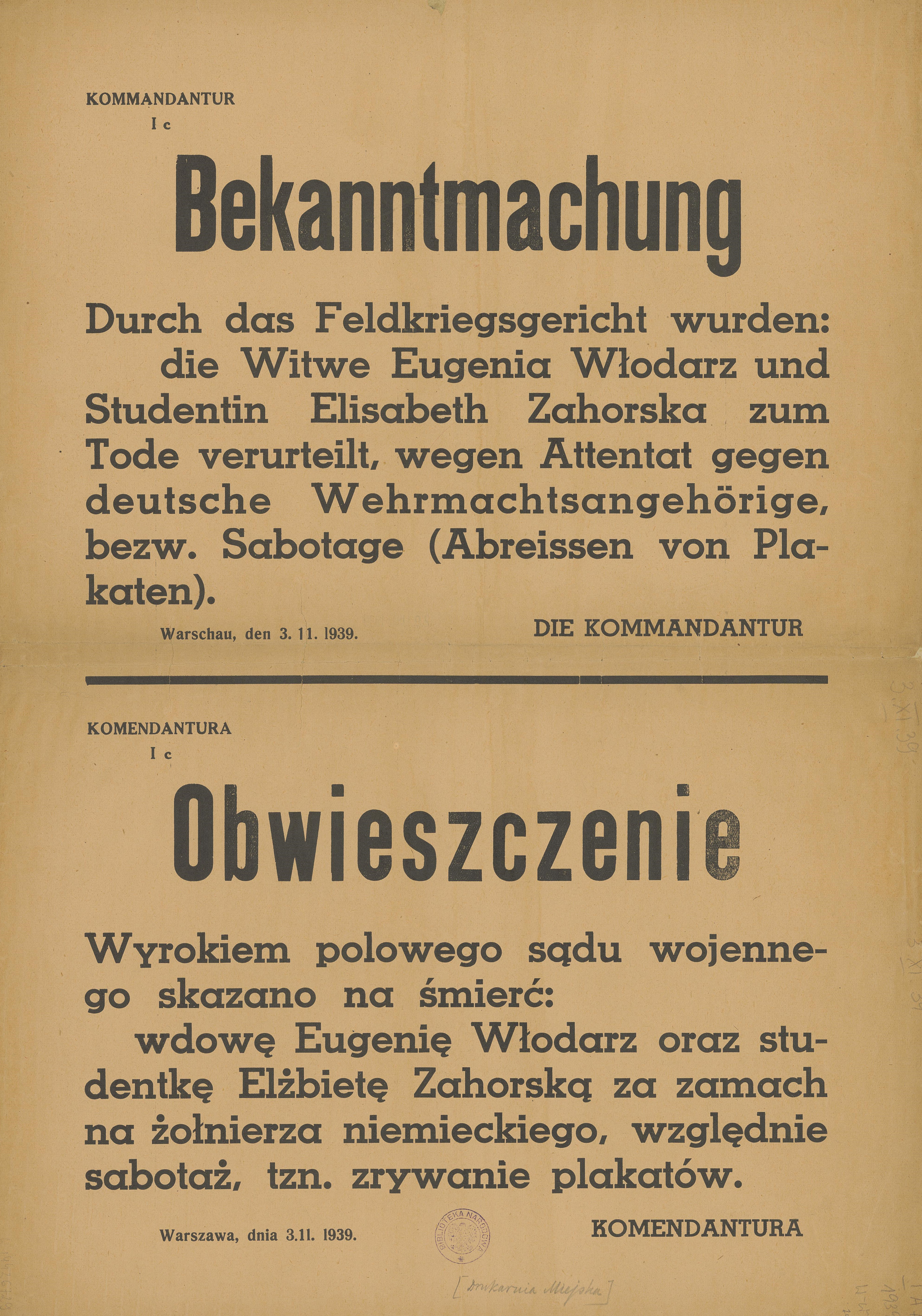
Obwieszczenie z 3 listopada 1939 roku o skazaniu na karę śmierci Eugenii Włodarz i Elżbiety Zahorskiej

Elżbieta Maria Zahorska (ur. 6 czerwca 1915 w Krucicach koło Wiaźmy, zm. 2 listopada 1939 w Warszawie) – studentka Uniwersytetu Warszawskiego, rozstrzelana w pierwszej publicznej egzekucji w Warszawie. Uchodzi za symboliczną prekursorkę małego sabotażu.

## Życiorys
Elżbieta Maria Zahorska była córką polskiego szachisty i prawnika Eugeniusza Zahorskiego oraz pisarki Anny Zahorskiej ps. Savitri (zm. w roku 1942 w Auschwitz-Birkenau). Miała pięcioro rodzeństwa: Bronisława, Jerzego, Józefa, Wandę, Krystynę. Wanda i Krystyna zginęły podczas powstania warszawskiego.
Rodzina przeniosła się do Polski w 1918 roku. Po zdaniu matury Elżbieta ukończyła kurs w Centrum Wyszkolenia Łączności w Zegrzu i pracowała jako juzistka w urzędzie pocztowym w Wilnie. Zaczęła studiować polonistykę na Uniwersytecie im. Stefana Batorego, a później na Uniwersytecie Warszawskim. Po agresji III Rzeszy na Polskę uczestniczyła w obronie Warszawy jako telegrafistka, łączniczka, a także obsługiwała ckm na jednym ze stanowisk obrony przeciwlotniczej, w czym pomogło jej przeszkolenie w ramach Przysposobienia Wojskowego Kobiet. Jako łączniczka rozwoziła konno rozkazy do Sochaczewa i Rembertowa. Dostała się do niewoli, z której uciekła, za co była ścigana listem gończym.
Została schwytana, a później ponownie uciekła i po krótkim pobycie w Lublinie powróciła do Warszawy. Ponownie zatrzymana przez Niemców po zerwaniu propagandowego plakatu Anglio! Twoje dzieło! autorstwa Thea Matejki. Uwięziono ją na Pawiaku i skazano na śmierć przez rozstrzelanie. Przed śmiercią pozwolono jej spotkać się z ojcem, który przekazał jej ciastka i rękawiczki. 2 listopada 1939 roku została rozstrzelana w pierwszej egzekucji w forcie Bema w Warszawie (wraz z nią rozstrzelano Eugenię Włodarz za spoliczkowanie niemieckiego żołnierza). Data egzekucji jest w niektórych źródłach przesuwana na 3 lub 4 listopada, choć już 3 listopada Niemcy wydali obwieszczenie o egzekucji Zahorskiej i Włodarz. Przy egzekucji był obecny ksiądz Stanisław Tworkowski, według relacji którego Elżbieta przed egzekucją była spokojna, nie pozwoliła sobie zawiązać oczu, a jej ostatnie słowa to: Noch ist Polen nicht verloren (Jeszcze Polska nie zginęła).
Spoczywa w nieoznaczonym grobie na nowym cmentarzu na Służewiu w Warszawie, zaś grób symboliczny znajduje się na cmentarzu Powązkowskim w Warszawie (kwatera 257c, rząd 1, grób 10).
Została pośmiertnie odznaczona Krzyżem Walecznych przez Komendanta Związku Walki Zbrojnej generała Stefana Roweckiego.
Po jej śmierci matka poświęciła jej wiersz pt. Litka.